# Stanisław Kulczycki
Stanisław Władysławowycz Kulczycki (ukr. Станіслав Владиславович Кульчицький; ur. 10 stycznia 1937 w Odessie) – ukraiński historyk, wicedyrektor Instytutu Historii Ukraińskiej Akademii Nauk.

## Życiorys
Ukończył historię na Państwowym Uniwersytecie im. Miecznikowa w Odessie, później podjął studia aspiranckie w Akademii Nauk Ukraińskiej SRR zakończone uzyskaniem w 1963 stopnia kandydata nauk ekonomicznych. W 1978 obronił doktorat (habilitację) z dziedziny historii, a osiem lat później uzyskał profesurę.
Od 1960 jest zatrudniony w Narodowej Akademii Nauk Ukrainy (wcześniej: Akademii Nauk Ukraińskiej SRR). Pełni funkcję wicedyrektora Instytutu Historii Akademii oraz dyrektora Oddziału Historii Ukrainy lat dwudziestych i trzydziestych XX wieku.
Ma na swoim koncie ponad 1,5 tys. publikacji naukowych, w tym 42 książki. W 2008 ukazało się polskie tłumaczenie jego monografii poświęconej Wielkiemu głodowi lat 1932–1933 pod tytułem Hołodomor. Wielki Głód na Ukrainie w latach 1932–1933 jako ludobójstwo – problem świadomości.
Postanowieniem Prezydenta RP z dnia 30 czerwca 2009 za wybitne zasługi w rozwijaniu współpracy między Rzecząpospolitą Polską a Ukrainą, za propagowanie wiedzy o wspólnym dziedzictwie historycznym narodów tworzących Rzeczpospolitą Obojga Narodów został odznaczony Krzyżem Kawalerskim Orderu Zasługi RP.

## Wybrane prace
- Комунізм в Україні: перше десятиріччя. Роки 1919—1928
- Україна між двома війнами: роки 1921—1939
- Демографічні наслідки голодомору 1933 р. в Україні. history.org.ua. [zarchiwizowane z tego adresu (2004-02-02)].
- Російська революція 1917 року: новий погляд. history.org.ua. [zarchiwizowane z tego adresu (2007-01-10)].